# Asmodej
Asmodej (/ ˌæzməˈdiːəs /; starogrško Ἀσμοδαῖος, ooAsmodaiosoo) ali Ašmedai (/ ˈæʃmɪˌdaɪ /; hebrejsko אַשְמְדּאָי, ʾAšməddāy), tudi Ašema Deva, je princ demonov  ali judovsko-islamski kralj zemeljskih duhov (šedim / džin), večinoma znan iz Tobitove devterokanonične knjige, v kateri je glavni antagonist  ali demon pijančevanja in pohote iz apokrifnih svetopisemskih spisov. V Binsfeldovi klasifikaciji demonov Asmodej predstavlja poželenje. Demon je omenjen tudi v nekaterih Talmudskih legendah; na primer v zgodbi o gradnji Salomonovega templja.
Nekaterim renesančnim kristjanom naj bi bil kralj devetih peklov. Asmodeja prav tako omenjajo kot enega od sedmih princev pekla. V Binsfeldovi klasifikaciji demonov vsak od teh princev predstavlja enega od sedmih smrtnih grehov (poželenje, požrešnost, pohlep, lenoba, gnev, zavist in ponos).
V Asmodeusu je rečeno; Or, The Devil on Two Sticks, da bodo ljudje, ki padejo na Asmodejev vpliv, obsojeni na večnost v drugi stopnji pekla..

## Etimologija
Ime Asmodai naj bi izhajalo iz avestanskega jezika *aēšma-daēva, kjer aēšma pomeni 'jeza', daēva pa pomeni 'demon'. Medtem ko je daēva Aēšma tako demon zoroastrstva in je tudi kot tak dobro potrjen, sestavljenka aēšma-daēva ni zapisana v svetih spisih. Kljub temu je verjetno, da je takšna oblika obstajala in da Tobitova knjiga Asmodaios (Ἀσμοδαῖος) in Talmudov Ashmedai (אשמדאי) to odražata.  V zoroastrski in srednje perzijski demonologiji je obstajala povezana oblika khashm-dev, kjer je bila beseda dev enaka kot daeva.
Judovska enciklopedija iz leta 1906 zavrača sicer sprejeto etimološko razmerje med perzijskim Æshma-dæva in judovskim Ashmodai, ki trdi, da delček -dæva ne bi mogel postati -dai in da Æshma-dæva kot tak ni bil nikoli prikazan v perzijskih svetih besedilih. Še vedno pa enciklopedija predlaga, da se Asmodeus iz Apokrife in Salomonove zaveze ne le nekoliko navezuje na Aeshmo, ampak ima podobno vedenje, videz in vloge.V zaključku v drugem poglavju "Aeshma", v odstavku  »Vpliv perzijskih prepričanj na judaizem«, bi perzijsko zoroastrsko prepričanje lahko dolgoročno močno vplivalo na teologijo judaizma, upoštevajoč, da so v nekaterih besedilih ključne konceptualne razlike, v drugih pa se zdi veliko podobnosti in vzorec vpliva na ljudska verovanja, ki so se na splošno razširila na samo mitologijo. Vendar židovska enciklopedija trdi, da »čeprav se Æshma ne pojavlja v Avesti v povezavi z dævo, je verjetno, da obstaja popolnejša oblika, kot je Æshmo-dæus, saj je vzporedna s kasnejšo obliko Khashm-dev. Poleg tega je navedeno, da »Asmodeus (Ašmedaj) predstavlja izraz vpliva perzijske religije ali perzijskega ljudskega prepričanja na judovstvo«.

## V besedilih

### V Svetem pismu
Polnega imena Ashmedai ne najdemo, toda v drugi knjigi kraljev 2 Kr 17,30 se pojavlja neki Ašima kot lažni bog, iz katerega so sirski Hamatiti naredili idola. To ime ne samo da bolj spominja na perzijsko daeva Aeshma, ampak tudi ime (אֲשִׁימָא) v hebrejščini zelo spominja na ime Ashmedai (אַשְמְדּאָי).
Asmodej iz Tobitove knjige je sovražen do Sarah, Raguelove hčere (Tob 6,13) in pobije sedem zaporednih mož v njeni poročni noči, kar ovira spolno zaužitje zakonskih zvez. Opisali so ga kot 'najhujšega demona'. Ko se bo mladi Tobias poročil z njo, Asmodeus nameni isto usodo zanj, vendar je Tobiasu prek nasvetov spremljevalnega angela Rafaela omogočeno, da ga naredi neškodljivega. Z namestitvijo ribjega srca in jeter na vročo žerjavico Tobias naredi dimno paro, zaradi katere demon pobegne v Egipt, kjer ga Rafael zveže (Tobit 8: 2-3). Po nekaterih prevodih je Asmodeus zadavljen.
Morda Asmodeus kaznuje zakonce po njihovi plodni želji, saj Tobias moli, da bi bil brez te želje in je varen. Asmodeus je opisana tudi kot zli duh na splošno: "Ασμοδαίος τὸ πονηρὸν δαιμόνιον ali τõ δαιμόνιον πονηρόν in πνεῦμα ἀκάθαρτον (Tob 3,8; 3,17; 6,13; 8,3) .

### V Talmudu
Lik Ašmedaja v Talmudu je manj zlobnega značaja kot Asmodej iz Tobita. V prvem se večkrat pojavi v luči dobrodušnega in šaljivega sočloveka. Toda poleg tega obstaja ena lastnost, ko se njegove hrepenenje obrne na Salomonove žene in Batšebo.
Še ena Talmudska legenda govori o triku kralja Salomona, da Asmodai sodeluje pri gradnji Jeruzalemskega templja (glej: Zgodba o kralju Salomonu in Ašmedaju ).
Druga legenda prikazuje Asmodaja, ki je kralja Salomona vrgel čez 400 lig stran od prestolnice, tako da je eno krilo postavil na tla, drugo pa raztegnil proti nebu. Nato je po nekaj letih zamenjal prostor s kraljem Salomonom. Ko se je kralj Salomon vrnil, je Asmodaj zbežal od jeze.  Podobne legende najdemo tudi v islamski folklori. Tam se Asmodej imenuje Sakhr (arabsko: صخر  - 'skala'), ker ga je Salomon pregnal v skalo, potem ko mu je odvzel kraljestvo. Tam velja za kralja džina .
V še enem odlomku je opisano, da se je poročil z Lilith, ki je postala njegova kraljica. 

### V Solomonovem testamentu
V Salomonovem testamentu, besedilu iz 1. do 3. stoletja, kralj poziva Asmodeja, da pomaga pri gradnji templja. Pojavi se demon in napoveduje, da bo Salomonovo kraljestvo nekega dne razdeljeno (Salamonov testament, verz 21–25). [30] Ko Salomon Asmodeja kasneje zasliši, izve, da Asmodeja ovira angel Rafael in tudi školjke, ki jih najdemo v rekah Asirije. Prizna tudi, da sovraži vodo in ptice, ker ga oba spominjata na Boga.

## Poznejši opisi

### V krščanski misli
Papež Gregor I. je Asmodeja imenoval angel Reda prestolov.
Asmodeja so citirale redovnice Louduna v aferi loudunskih demonov iz leta 1634.
Asmodejev ugled kot poosebitve poželenja se je nadaljeval v kasnejših spisih, saj je bil v romanci Friar Rush iz 16. stoletja znan kot knez Lechery. Francoski benediktinec Augustin Calmet je svoje ime izenačil s fino obleko. [38] Nizozemski demonolog iz 16. stoletja Johann Weyer ga je označil za bankirja za igralno mizo bakarat v peklu in za nadzornika zemeljskih igralnic.
Španski dramatik in romanopisec Luis Velez de Guevara je leta 1641 objavil satirični roman El diablo cojuelo, kjer je Asmodej predstavljen kot nagajivi demon, obdarjen z igrivim in satiričnim genijem. Zaplet predstavlja nejevoljnega študenta, ki se skriva v mansardi astrologa. Iz steklenice osvobodi hudiča. Hudič mu kot zahvalo pokaže apartmaje Madrida in trike, bede in vragolije njegovih prebivalcev. 
Francoski romanopisec Alain-René Lesage je španski vir prilagodil v svojem romanu le Diable boiteux (1707), kjer ga je primerjal s Kupidom. Španski študent don Cleophas Leandro Zambullo ga je v knjigi rešil iz začarane stekleničke. Hvaležen, se mladeniču pridruži na vrsti pustolovščin, preden so ga ujeli. Asmodej je v simpatični luči predstavljen kot dobronamerni in premeten satirik in kritik človeške družbe. V drugi epizodi Asmodej pelje Don Cleofasa na nočni polet in odstrani strehe iz hiš vasi, da mu pokaže skrivnosti, kaj se dogaja v zasebnem življenju. Po Lesageovem zgledu je bil prikazan v številnih romanih in periodičnih publikacijah, predvsem v Franciji, pa tudi v Londonu in New Yorku.
Asmodeja so na široko opisovali kot da je čeden na pogled, ima dobre manire in privlačno naravo; vendar je bil prikazan kot da hodi z omahovanjem, ena noga je bila bodisi krempelj ali kot petelin. V Lesageovem delu si je pomagal dvema sprehajalnima palicama, kar je povzročilo angleški naslov The Devil on Two Sticks [32]. Lesage njegovo hromost pripisuje padcu z neba po boju z drugim hudičem.
Avtor Evert A. Duyckinck je 18. februarja 1865 predsedniku Abrahamu Lincolnu poslal pismo, ki ga je očitno poslal iz Quincyja. Duyckinck se je podpisal Asmodej z inicialkami kot psevdonim. V njegovem pismu je priložen časopisni izrez o neprimerni šali, ki naj bi jo Lincoln povedal na mirovni konferenci v Hampton Roads. Namen Duyckinckovega pisma je bil Lincolnu sporočiti 'pomemben opustitev' zgodovine konference. Svetoval je, naj se časopisni izrez doda v "Arhiv naroda" .

### V kabali
Po Kabali in šoli  Salomona Ben Adreta je Asmodej potomec drugega demona, ki se je rodil kot rezultat zveze med Agrat bat Mahlatom kot sukubom (mitološki ženski demon) in kraljem Davidom .

### V islamski kulturi
Zgodba o Asmodeju in Salomonu se znova pojavlja v islamskem izročilu. Asmodej je poimenovan Sakhr (skala), ki se verjetno sklicuje na njegovo usodo v skupnem prepričanju, povezanem z islamom, tam pa so Asmodeja zaprli znotraj škatle s skalo, zaklenjeno z železom in jo vrgli v morje. Al-Tabari v svojem Anali al-Tabari (Zgodovina prerokov in kraljev), znameniti perzijski koranski interpretaciji (839–923 n. št.), je v surah 38:34 govoril o Asmodeju. V skladu s tem je lutka pravzaprav Asmodej, ki je oblikoval Salomona štirideset dni, preden ga je Salomon premagal.
Z Asmodejem se posvetuje mlad judovski fant, ki je poskušal najti islamskega preroka Mohameda v The Nights. Med pogovorom je vprašal o peklu, nato Asmodej opisuje različne plasti pekla.

### V popularni kulturi
Asmodej se pojavlja v najrazličnejših filmih, računalniških igrah, televizijskih serijah kot na primer:
- Nadnaravno (TV-serija)
- Rogue Male, roman Geoffreya Householda
- The Librarians televizijska serija
- Dungeons & Dragons fantazijska namizna igra ali
- Pathfinder Roleplaying Game